# Subconscient
Subconscient al·ludeix a un antic terme utilitzat en psicologia i en psicoanàlisi per a referir-se a l'inconscient, al feblement conscient o al que, per trobar-se «per sota del llindar de la consciència», resulta difícilment assolible per aquesta o definitivament inaccessible. Actualment el seu ús està més difós en el llenguatge pla que no pas en el lèxic psicològic o psicoanalític.
En els primers escrits de Sigmund Freud, en particular en alguns dels seus primers treballs prepsicoanalítics en idioma francès, el terme va ser utilitzat com a sinònim d'inconscient. Freud va abandonar després aquesta denominació perquè es prestava a equívocs.